# 화산층
화산층(Hwasan formation, 華山層)은 대한민국 경상 분지 의성소분지에 분포하는 중생대 백악기 경상 누층군 하양층군의 퇴적암 지층이다. 대구광역시 군위군 삼국유사면 괴산리와 영천시 신녕면 가천리의 경계에 위치한 화산[華山, 827.1 m]을 표식지로 하여, 그 주변을 환형[環形]으로 둘러싸는 노고산 환상(環狀)단층 안쪽에 반원형으로 분포하는 혼펠스 지층이다. 반야월층의 상위에 있으며 경상 누층군 자인층 내지 건천리층에 대비된다.  

## 개요
화산층은 전체가 혼펠스로 변성되어 있어 풍화, 침식에 대한 저항력이 강해 고산 지형을 이룬다. 화산층은 주로 암회색 내지 흑색 혼펠스로 되어 있으며 매우 치밀하고 엽리가 발달되어 있다. 엽리는 엷은 색과 어두운 색의 띠가 대상(帶狀) 구조를 형성한다. 군위군 고로면 화수동 부근 국도 제28호선 도로상에 노출된 담수성 석회암층에는 담수성 석회조(石灰藻) 화석이 발견된다. 화산층은 하위에 있는 반야월층과 점이적이고 정합적인 관계가 있고 흑색이고 엽리가 매우 발달되어 있어 유천 소분지의 자인층(건천리층)에 대비되는 것으로 추정된다. 화산층은 상한이 존재하지 않아 전체 두께를 알 수 없으나 800 m 이상으로 추정된다. 혼펠스로 변질된 화산층은 현미경 하에서 반야월층의 것과 유사하다.

## 분포지
화산층은 화산[華山]을 중심으로 삼국유사면 화수리에서 화산과 방가산(755.6 m)을 지나 가음 단층이 지나는 수기령까지 능선을 따라 반원형으로 이어진다. 

### 노두
영천시 신녕면 장수로~군위군 삼국유사면 동부로 (군위 의성)를 따라 화산층의 노두가 드러나 있다. 
화산층
- 장수로 2491 동쪽
북위 36° 05′ 48.0″ 동경 128° 44′ 53.0″ / 북위 36.096667°  동경 128.748056°
- 북위 36° 06′ 15.0″ 동경 128° 44′ 56.0″ / 북위 36.104167°  동경 128.748889°
- 군위군 동부로 6 전면
북위 36° 06′ 22.0″ 동경 128° 44′ 55.0″ / 북위 36.106111°  동경 128.748611°
- 동부로 103 입구
북위 36° 06′ 42.0″ 동경 128° 45′ 05.0″ / 북위 36.111667°  동경 128.751389°
- 화수길 36 건물 아래
북위 36° 07′ 27.0″ 동경 128° 45′ 24.0″ / 북위 36.124167°  동경 128.756667°

## 같이 보기
- 경상 누층군
- 반야월층
- 자인층
- 건천리층
- 영천시의 지질
- 대구광역시의 지질